# Chelan (Waszyngton)
Chelan – miasto w Stanach Zjednoczonych, w stanie Waszyngton, w hrabstwie Chelan.